# Přejezdník

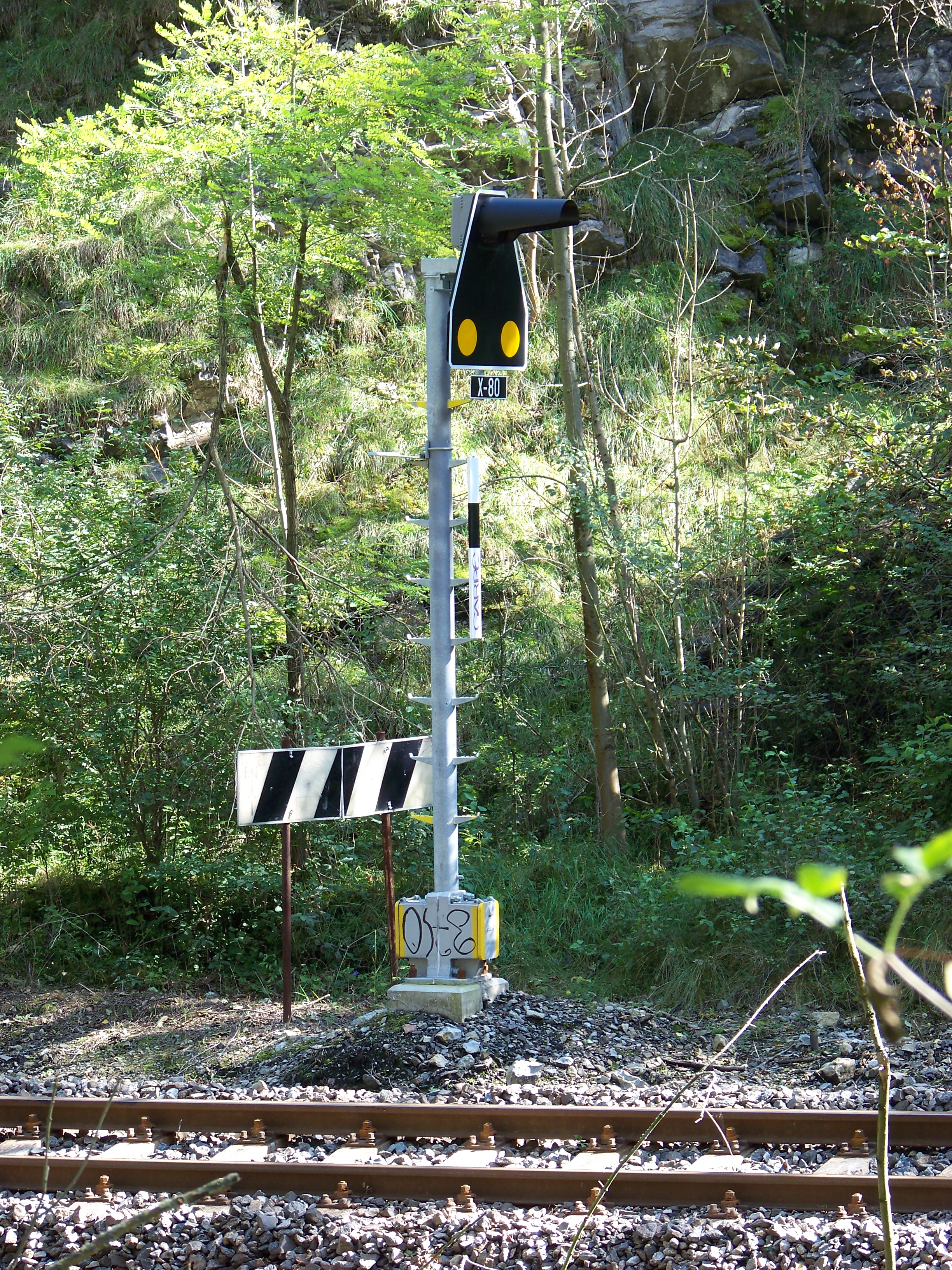
Přejezdník

Přejezdník je na tratích provozovaných Správou železnic stožárové nepřenosné návěstidlo, které informuje strojvedoucího o tom, zda musí jet k přejezdům s PZZ se zvýšenou opatrností, či nikoliv. Umísťují se tam, kde výpravčí nemá kontrolu nad stavem přejezdu, nejčastěji na tratích zjednodušeně řízených podle předpisu D3.

## Rozdělení přejezdníků
- kmenové, které jsou před příslušným PZZ umístěny nejméně na zábrzdnou vzdálenost
- opakovací, které jsou před příslušným PZZ umístěny na vzdálenost, která je kratší než zábrzdná vzdálenost

Zvláštním druhem přejezdíku je pak přejezdník přenosný, který se používá při poruchách nebo výlukách přejezdů. Jeho návěst je neproměnná - stále signalizuje Otevřený přejezd.

## Vzhled a označení
Přejezdníky mají značení černými označovacími štítky s bílými nápisy a nátěry stožárů nebo označovacími pásy s bílými a černými pruhy. Platí-li přejezdník pro více přejezdů, je jejich počet uveden na označovacím pásu černým číslem. 
Nápis na označovacím štítku je ve tvaru X0000 (pro kmenový) nebo OX0000 (pro opakovací), kde 0000 je číslo udávající hektometrickou polohu přejezdu, pro který daný přejezdník platí.

## Návěsti přejezdníků
Přejezdník (kmenový i opakovací) může dávat dvě návěsti – Otevřený přejezd a Uzavřený přejezd. Základní návěstí je Otevřený přejezd. Kmenový přejezdník však může být i neproměnné návěstidlo, návěstící stále návěst Přejezd uzavřen.
- Otevřený přejezd – (dvě žlutá světla nebo dvě žluté kruhové odrazky vedle sebe) – Informuje strojvedoucího, že přejezd/přejezdy, pro které daný přejezdník platí nejsou uzavřeny (tj. PZZ není ve výstraze a závory, jsou-li instalovány, nejsou spuštěny) a přikazuje jet přes přejezd tzv. se zvýšenou opatrností (rychlostí 10 km/h a opakovaně dávat slyšitelnou návěst Pozor!).
- Uzavřený přejezd – (dvě žlutá světla nebo dvě žluté kruhové odrazky vedle sebe a nad nimi uprostřed bílé světlo tvořící rovnoramenný trojúhelník) – Informuje strojvedoucího, že přejezd/přejezdy, pro které daný přejezdník platí, jsou uzavřen (tj. PZZ je ve výstraze a závory, jsou-li instalovány, jsou spuštěny) a dovoluje běžnou jízdu přes ně.
  - Při návěsti Uzavřený přejezd může bílé světlo i blikat. V takovém případě musí strojvedoucí oznámit výpravčímu sousední stanice, že na přejezdníku svítí přerušované světlo. Význam návěsti se ve vztahu k přejezdu nemění.